# Kikori (rzeka)
Kikori – rzeka w południowej Papui-Nowej Gwinei, uchodzi do Zatoki Papua. Najważniejszą miejscowością nad rzeką jest położone u ujścia Kikori.
Dorzecze rzeki Kikori porastają bogate w unikatową faunę i florę lasy równikowe. Obszar ten został w 2006 zaproponowany do wpisania na listę światowego dziedzictwa UNESCO.